# احواد (الرجم)

تعديل مصدري - تعديل

احواد هي إحدى قرى عزلة الذاري بمديرية الرجم التابعة لمحافظة المحويت، بلغ تعداد سكانها 175 نسمة حسب تعداد اليمن لعام 2004.